# Henry Cow
 (avril 2018).
Si vous disposez d'ouvrages ou d'articles de référence ou si vous connaissez des sites web de qualité traitant du thème abordé ici, merci de compléter l'article en donnant les références utiles à sa vérifiabilité et en les liant à la section « Notes et références ».
Henry Cow est un groupe de rock expérimental britannique, originaire de Cambridge, en Angleterre. Les musiciens sont influencés dès ses débuts par la musique contemporaine, le jazz et les musiques improvisées. On peut penser que le nom du groupe est un hommage au compositeur et théoricien américain Henry Cowell.

## Biographie
Cette formation, probablement la plus à l'avant-garde des groupes de rock des années 1970 est née de la rencontre de Fred Frith (guitare, violon) et de Tim Hodgkinson (orgue, saxophone) en mai 1968 à Cambridge. Après de nombreux changements de personnel, ils sont rejoints par John Greaves (basse et chant) puis Chris Cutler (batterie, percussions, chant) et enfin Geoff Leigh (saxophones, flute), et c'est ensemble qu'ils enregistrent au Manor Studio du jeune label Virgin leur premier album Legend ou plus exactement Leg End en 1973.
L'année suivante, après le départ de Geoff Leigh et l'arrivée de Lindsay Cooper (hautbois, basson), ils enregistrent Unrest.
La même année, le groupe fusionne avec un autre groupe de rock d'avant-garde Slapp Happy formé par Peter Blegvad (guitare, chant), Dagmar Krause (chant) et Anthony Moore (claviers) pour enregistrer Desperate Straights et In Praise of Learning en 1975.
À la suite de cette expérience, seule Dagmar Krause, chanteuse à la voix puissante et originale intègre le groupe à temps plein.
En 1976 sort le double album Concerts, compilation de morceaux écrits et d'improvisations en public avec la participation de Robert Wyatt (ex Soft Machine, Matching Mole).  L'année suivante, alors que John Greaves est remplacé par Georgie Born (basse, violoncelle), le groupe entreprend une collaboration avec le Mike Westbrook Brass Band et la chanteuse Frankie Armstrong sous le nom collectif de The Orckestra dont il ne reste aucun témoignage discographique officiel.
Henry Cow enregistre encore Western Culture en 1978 avant que ses membres ne dissolvent le groupe trouvant qu’il n'est plus le vecteur idéal pour poursuivre leurs expérimentations musicales.
Mais leur association ne s'arrête pas là : Dagmar Krause, Chris Cutler et Fred Frith forment Art Bears en 1979 et enregistrent 3 disques. News From Babel est formé au cours des années 1980 par Lindsay Cooper, Chris Cutler et la harpiste Zeena Parkins. Les anciens membres d'Henry Cow poursuivent épisodiquement leur collaboration, par exemple dans le duo Chris Cutler/Fred Frith ou dans le trio de Blegvad/Cutler/Greaves).
Le groupe est à l'origine d'un mouvement musical dit de Rock In Opposition (RIO).

## Discographie[1]
- 1973 : Leg End
- 1974 : Greasy Truckers (5 morceaux)
- 1974 : Unrest
- 1975 : Desperate Straights (avec Slapp Happy)
- 1975 : In Praise of Learning (avec Slapp Happy)
- 1976 : Concerts
- 1977 : In Concerto (7")
- 1978 : Western Culture
- 1980 : The complete works of Henry Cow sur l'album collectif Miniatures ('miniaturisation' par Fred Frith)
- 1982 : Recommended Records Sampler (2 morceaux)
- 2009 : The 40th Anniversary Henry Cow Box Set (9 CD et 1 DVD d'archives et d'enregistrements publics de 1972-1978)

La discographie complète du groupe a fait l'objet de deux rééditions en CD.